# Rio Mkuze
Rio Mkuze é um rio da África do Sul.